# Ивановский сельсовет (Нижнеингашский район)
Ивановский сельсовет — сельское поселение в Нижнеингашском районе Красноярского края.
Административный центр — село Ивановка.

## История
Статус и границы сельского поселения установлены Законом Красноярского края от 3 декабря 2004 года № 12-2637 «Об установлении границ и наделении соответствующим статусом муниципального образования Нижнеингашский район и находящихся в его границах иных муниципальных образований»

## Население
| 2010 | 2012 | 2013 | 2014 | 2015 | 2016 | 2017 |
| ---- | ---- | ---- | ---- | ---- | ---- | ---- |
| 611  | ↘602 | ↘595 | ↘589 | →589 | ↘583 | ↘562 |

## Состав сельского поселения
В состав сельского поселения входят 4 населённых пункта:
| № | Населённый пункт | Тип населённого пункта       | Население |
| - | ---------------- | ---------------------------- | --------- |
| 1 | Горелый Борок    | деревня                      | 80        |
| 2 | Ивановка         | село, административный центр | 276       |
| 3 | Максаковка       | деревня                      | 170       |
| 4 | Рудовка          | деревня                      | 85        |

## Местное самоуправление
Ивановский сельский Совет депутатов
Дата избрания: 14.03.2010. Срок полномочий: 5 лет. Количество депутатов: 7
Глава муниципального образования
- Линкевич Владимир Сергеевич. Дата избрания: 14.03.2010. Срок полномочий: 5 лет